# غابور ب. زابو
غابور بيتر زابو (بالمجرية: P. Szabó Gábor)‏ (14 أكتوبر 1902 – 1950) لاعب كرة قدم مجري راحل كان يجيد اللعب في خط الهجوم.
لعب طوال مسيرته الرياضية في نادي أويبست (1926-1931).
مثل منتخب المجر في 11 مباراة مسجلا 6 أهداف (1924-1934). شارك مع منتخب المجر في بطولة كأس العالم 1934 في إيطاليا حيث خرج من الدور الربع النهائي.

## وصلات خارجية
- غابور ب. سابو على موقع الاتحاد الدولي (مؤرشف)  (الإنجليزية)
- غابور ب. سابو على موقع قاعدة بيانات كرة القدم.إي يو (الإنجليزية)
- غابور ب. سابو على موقع عالم كرة القدم.نت (الإنجليزية)

- سيرة ذاتية